# ドライビングパートナー・STVホットライン
『ドライビングパートナー・STVホットライン』（Driving Partner STV Hotline）は、1986年10月から2006年3月31日までSTVラジオで放送されていた、生放送の北海道ローカルラジオ番組。

## 沿革
STVでは『リクエスト大行進』続く「こちらヤンスタ ベスト100」など、HBCの「ベストテンほっかいどう」と同様の音楽ランキング番組を16:00-17:00に放送していたが、ニュース、情報を軸としたワイド番組に転換されることとなり、当番組の前身である「ドライビングパートナー・ラジオスクランブル」（1981年-1986年9月、月-金曜 16:00-18:00）を開始。巻山晃と、リクエスト番組から引き続きで担当となった牧泰昌をパーソナリティーとし、デイリーニュースや、海外からの話題、リスナーからの電話を基にした道路状況、盗難車情報など、情報色を強めたワイド番組となった。
1986年10月に、春日和彦と牧泰昌のコンビによって「STVホットライン」となった。STVホットラインというタイトルは1971年10月から1975年4月までの間のナイターオフ平日19時台で放送されていた番組のタイトルのみ復活させたものである。
1987年4月、STVテレビの平日14時のローカルワイド「青春!奥さん」で司会を務めていた明石英一郎が春日に代わり就任し、同時に多元中継を採用した番組にリニューアル。STV本社スタジオには牧、そして当時さっぽろ地下街「オーロラタウン」にあったサテライトスタジオには明石を配置し。さらに中継車「ランラン号」から道路状況、冬季のヘッドライト早め点灯キャンペーン、商店街中継などのレポートを随時挿入するライブ感を生かした構成に変更。従来の情報中心の路線を保ちつつ、本社スタジオとサテライトスタジオで離れているにもかかわらず、まるで向かい合って喋っているかのような掛け合いを聴かせる。
番組冒頭15分間を特集コーナーに割き、国内外のニュースを当事者との電話インタビューなどでわかり易く紹介。また歓楽街ススキノのスナックやパブのママをスタジオに招いてのクイズコーナー、スポーツ記者からの電話レポートなど、硬軟取り混ぜたコーナー構成で、1987年5月期の聴取率調査で同時間帯1位となり、以来これを維持した。
13年にわたりSTVラジオの夕方を支えてきた牧は、焼肉店の経営や札幌青年会議所の活動に従事する為、1990年9月をもって降板。明石が本社スタジオに回り、スポーツアナウンサーの清水大輔がサテライトスタジオに登場して、多元中継スタイルが継続されていく。
この「スタジオ＋定点からの多元中継」のフォーマットを生かして、1991年10月にSTVテレビで開始されたのが、現在も続く『どさんこワイド』である。明石が同番組のメインキャスターに抜擢された為に、同年9月をもって本番組を降板した後は、同局ラジオでは中継リポーターとして経験をつんだ千秋幸雄が登場。同時期にサテライトスタジオも閉鎖され、本社スタジオにアナウンサー2名を配し、そこに中継車レポートが入るスタイルへと変わっている。
「福永俊介のホットラインまっちょ」（1999年4月 - 2000年9月、月-木曜日15:00-17:50）、「千秋幸雄のホットライン」（2000年9月 - 2002年3月、同時間帯）となった時期もあったが、2002年4月より「ドライビングパートナー STVホットライン」のタイトルが復活。2006年3月31日まで、20年間の長きに渡り続く番組となった。後番組は『牧泰昌の夕やけジャーナル』。
番組終了から7年の時を経て、当該時間帯を含む6時間のワイド番組『どさんこラジオ』の午後4時からの第4部において「ドライビングパートナー」のタイトルが復活している。

## ホットラインPART2
1986年10月、ナイター中継終了後の時間調整として「STVホットライン PART2」がスタート（月曜〜金曜21:00-22:35。88年10月以降は月曜〜金曜20:00〜22:00、89年4月以降は月曜〜金曜21:00-22:00）。
前述の清水アナや、加島和裕、吉住秀和ら、スポーツアナウンサーが、懐かしの音楽とニュース、スポーツの話題を中心に放送していた。89年4月開始の夜ワイド「サッポロ22時 夜は金時」が89年10月より21:30開始となり、ナイター中継の時間調整を兼ねる事となった為、89年9月で終了している。
89年10月にはこの「PART2」をナイターオフ期のワイド番組として拡大し、「ホットライン パート2〜今夜もこれから」としてリニューアル（月曜〜金曜18:00〜20:30）。元同局アナの堺なおこをパーソナリティに据え、「ランラン号」の任期を終えたキャスタードライバーと組んで、ホットラインならではの情報要素はもちろん、大人向けの音楽もふんだんに盛り込んで、ナイターオフ期の定番として続けられた。2003年10月、牧泰昌が12年ぶりにSTVラジオにレギュラーパーソナリティーとして登板した「牧泰昌のホットスクランブル」は、この「ホットライン パート2」の流れを汲むものである。

## 番組終了時の放送時間
- ナイターイン - 毎週月曜〜金曜　16:00〜17:50（17:50〜18:00はSTVアタックナイター（現・STVファイターズLIVE）情報）
- ナイターオフ - 毎週月曜〜金曜　16:00〜18:00（JST）

## 番組終了時のパーソナリティ
- 千秋幸雄　（2000年～番組終了まで）
- 谷口祐子　(2005年～番組終了まで）

## 過去のパーソナリティ
- 春日和彦（1986年10月〜1987年3月）
- 牧泰昌（1986年10月〜1990年9月） - 札幌すすきのの焼肉店「銀座園」店主。
- 明石英一郎（1987年4月〜1991年9月）
- 清水大輔（1990年10月〜1993年3月） - 現在はTBSアナウンサー。
- 高野義雄（1993年4月〜?）
- 吉住秀和（時期不明だが、80年代に担当）
- 永井公彦（1993年4月～）
- 萩原隆雄（～1997年）
- 飯島孝彦（1997年～）
- 福永俊介（1999年10月～2000年9月　ホットラインまっちょ時代）
- 室田智美（1999年10月～2000年9月　ホットラインまっちょ時代）
- 奈良愛美（2002年4月～9月）
- 宮永真幸（～2005年9月まで）…毎週月曜・火曜・水曜担当
- 吉川典雄（2004年～2005年9月まで） - 毎週木曜・金曜担当

牧泰昌以外は全員、担当時はSTVのアナウンサー。

## 放送時間の変遷
- 16:00～18:00
- 1999年～2002年3月の福永俊介のホットラインまっちょ、千秋幸雄のホットライン時代 - 15:00～18:00
- 2002年10月～ - 16:00～18:00

## テーマ曲
1987年4月 −
作曲：藤山節雄、演奏：キャプテン・フィンガー『タッチ・アンド・ゴー』（収録アルバム：オリジナル・サウンドトラック「テイク オフ」(YX−7223−AX) B面8曲目）- 番組就任時の明石が選曲

## 番組終了時の放送内容

### コーナー
- 4時の札幌時計台の鐘
オープニング前に放送。
- ニュースヘッドライン
- 夕刊チェック
コーナーの記者リポートではSTVテレビ〔日本テレビ系列〕で午後に放送されたニュース番組からの音源を使用している。またその際の記者紹介では、所属先のテレビ局名は省かれ全て「NNNの○○記者がお伝えします」となっている。
- 言わせて!ホットライン
- 校歌フォーエバー
北海道内各地の学校の校歌のリクエストを募集し1日1校紹介する[4]。
コーナー初期の2001年〜2003年9月までは三角堂の流が、2003年10月〜2005年3月までは牧泰昌がそれぞれレポーターを担当。
- 牧泰昌の路地裏スピリッツ（牧泰昌のホットスクランブル開始まで）
- スーパードライまちの情熱きわめつけ[5]
アサヒビール提供のコーナー。アサヒスーパードライに合う北海道産のグルメを紹介する。
- ちょっといい店ホットライン
- 週刊誌見出し大賞
- スクープですよ
- スポーツホットライン
- ニュースフラッシュ
- サントリー クイズボックス - 1980年代放送。すすきのエリアの接待飲食店の経営者やママなどをスタジオに招き、店舗情報とともにクイズを展開する[1]。

### ネット番組
- 川中美幸 人・うた・心 - 制作：文化放送
- ニュース・パレード - 制作：文化放送
- ダイハツシンプル・ビューティ 黒木瞳 ホッとGoing - 制作：ニッポン放送

### 安全戦隊シートベルダー
2004年4月、北海道交通安全キャンペーンの一環として、当時パーソナリティだった千秋幸雄・宮永真幸・吉川典雄の3人により結成されたローカルヒーロー。ラジオCMでラジオドラマを展開、「シートベルダーマップ」と呼ばれる地図の配布やヒーローショー・テーマ曲CDのプレゼントなど多方面において活躍した。
- 千秋幸雄 - レッドベルダー[6]
- 宮永真幸 - ブルーベルダー
- 吉川典雄 - イエローベルダー

## リンク
- ドライビングパートナーＳＴＶホットライン　- インターネット・アーカイブ2004年10月10日付保存キャッシュ